# Jaboticabal
Jaboticabal é um município brasileiro do estado de São Paulo, localizado na Região Metropolitana de Ribeirão Preto (RMRP). Sua população estimada em 2020 pelo IBGE era de 77.652 habitantes. O município é formado pela sede e pelos distritos de Córrego Rico e Lusitânia.

## História

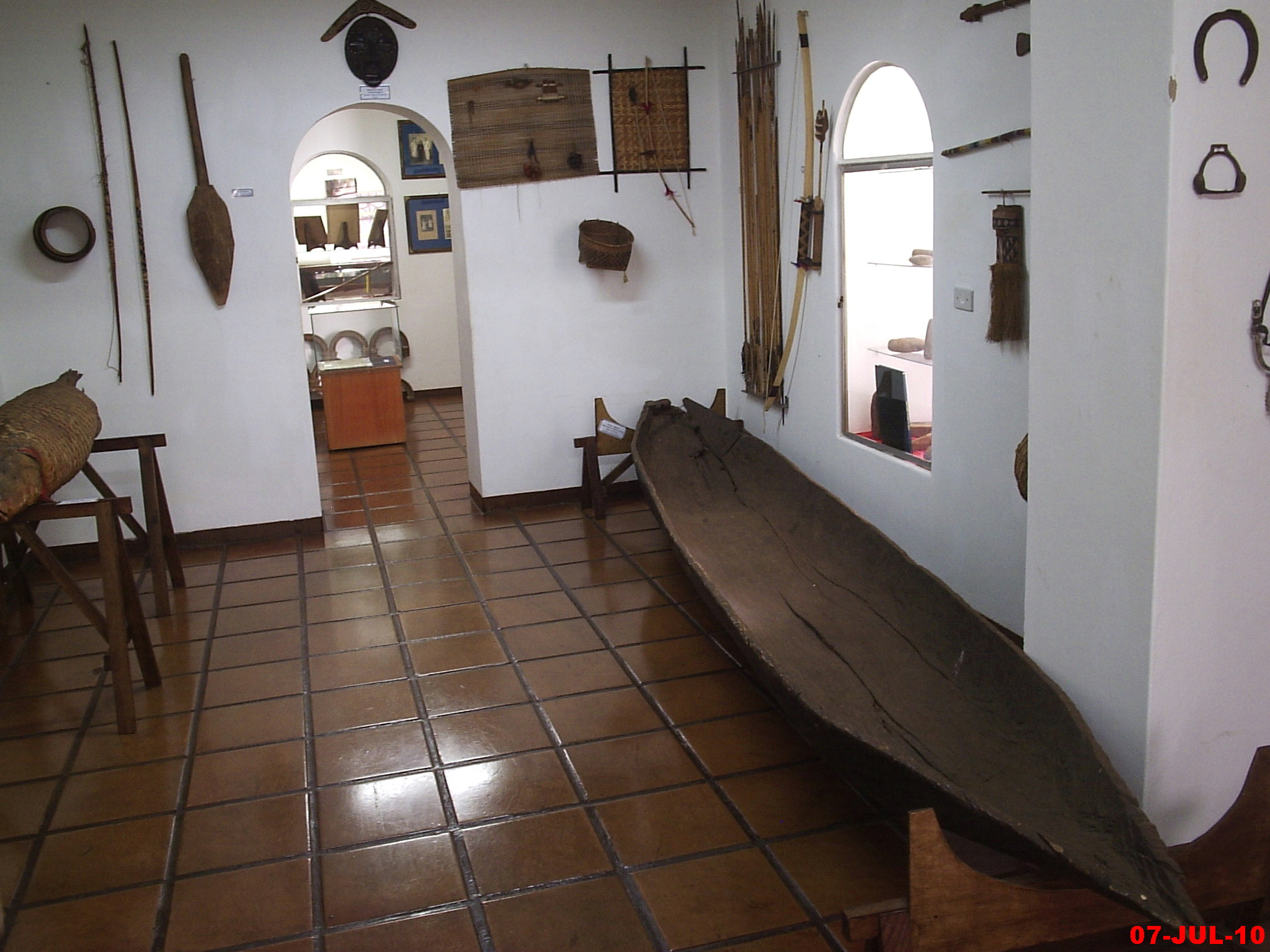
Artefatos indígenas no Museu Histórico de Jaboticabal

Até o século XIX, todo o oeste do atual estado de São Paulo era ocupado pelos índios caingangues. A partir desse século, essa região começou a ser ocupada por fazendas de café.
Na primeira metade desse século, foi fundado um núcleo urbano às margens da nascente do córrego Jabuticabal, dentro das terras pertencentes ao português João Pinto Ferreira, considerado fundador da cidade.
Em 1848, esse núcleo urbano adquiriu a categoria de distrito de paz. Em 1857, o distrito foi elevado a freguesia. Em 1867, foi elevado a vila, emancipando-se de Araraquara.
Em 1868, foi instalada a câmara municipal, cujo primeiro presidente foi Manoel Martins Fontes, que escolheu o primeiro prefeito da cidade, João Nepomuceno Rosa. Porém os reais chefes políticos da cidade eram os coronéis da Guarda Nacional: Juca Vaz, Juca Quito, Major Novaes.

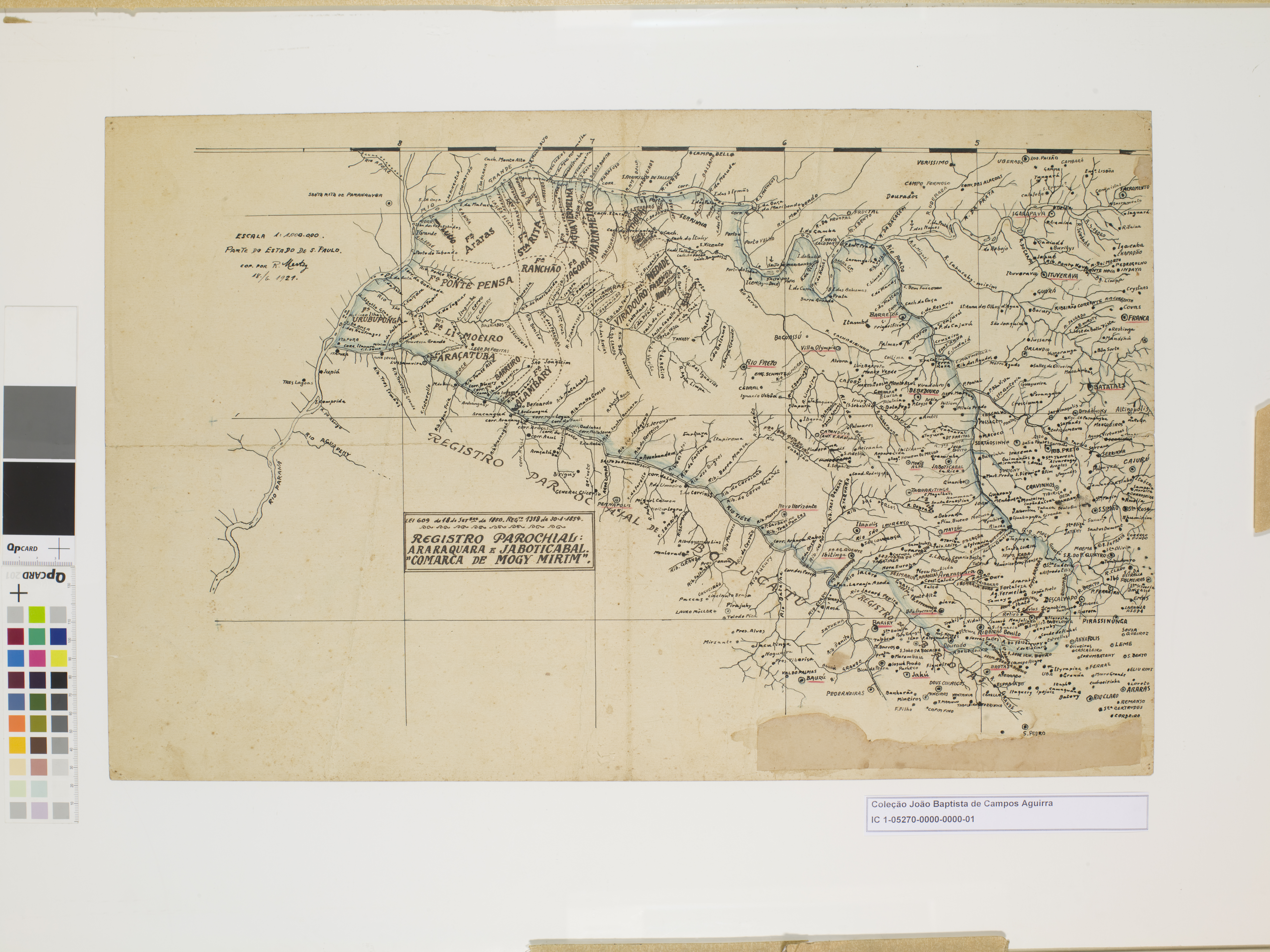
Noroeste Paulista (1921).

Tal situação perdurou até a queda da República Velha, com a Revolução de 1930. Na primeira metade do século XX, intensificou-se a chegada de imigrantes, em especial de italianos, portugueses, espanhóis e japoneses. Com a decadência da cultura do café, na década de 1930, a agricultura da região se diversificou, com a implantação de culturas como algodão, amendoim, arroz, milho e cana-de-açúcar. Desde essa época, a cidade também era famosa pela sua indústria cerâmica.

### Formação administrativa
As datas importantes para a formação política de Jaboticabal são:
- 1828 (16 de julho): data oficial de fundação
- 1848: criação do Distrito de Paz de Jaboticabal
- 1857: elevada à categoria de freguesia
- 1867: elevada à categoria de vila, com direito à administração própria
- 1868: instalação da Câmara Municipal

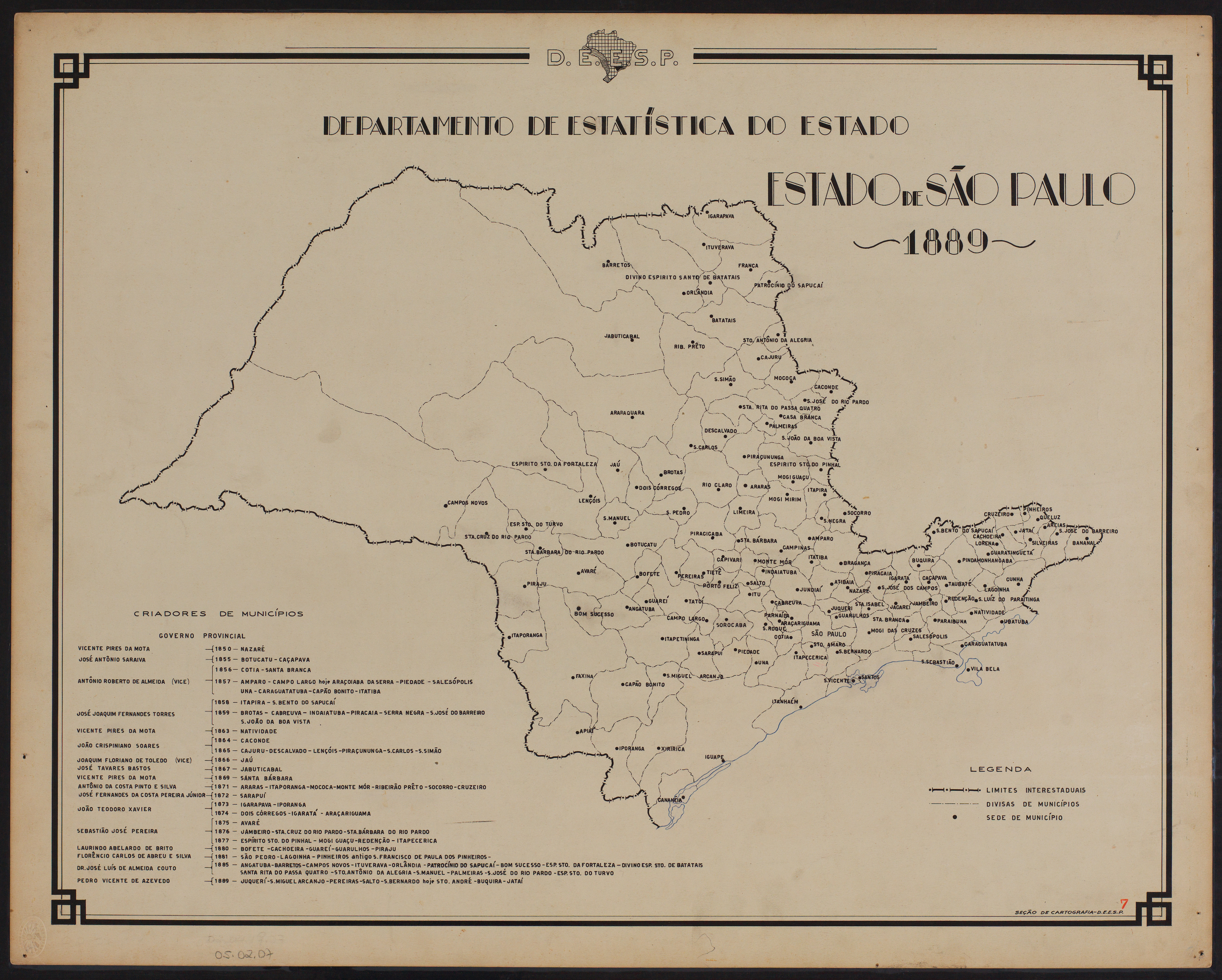
Estado de São Paulo (1889).

### Epítetos
A cidade é conhecida por seus três principais epítetos:
- "Cidade das Rosas", pelas praças ornamentadas, pelos belos e exuberantes jardins, pelas inúmeras roseiras existentes nos jardins das casas e pela beleza de suas mulheres.
- "Cidade da Música" ou "Campeã de Música", por sua história de glamour musical, protagonizada pelas suas bandas: Corporação Musical "Gomes e Puccini" e Banda Filarmônica "Pietro Mascagni", que foram campeãs e vice campeãs estaduais em 1950 e em 1954, ambas alternando nas duas primeiras colocações, rivalidade extrema com maestros "importados" da Itália: Frederico Grossi na Corporação Musical "Gomes e Puccini" e Michelino Maisano na Banda Filarmônica "Pietro Mascagni". A cidade já sabia que uma banda jaboticabalense venceria o concurso estadual, só não imaginava qual. De 1958 para cá, passou a contar com a Banda Musical São Luis, com muitas conquistas e mantendo o cognome "Cidade da Música". Foi sede de grandes "big bands caipiras". Desde 1940 abriga a tradicional "Orquestra Sul América", uma das mais antigas orquestras de baile em atividade no Brasil e desde 1978, "Arley e sua Orquestra" mudou-se de Catanduva para Jaboticabal.
- "Athenas Paulista", pelos seus tradicionais colégios, escolas, grandes homens de sua história, e, atualmente, pela presença de cinco unidades de ensino superior (incluindo um campus da Universidade Estadual Paulista).

## Geografia
Localiza-se a uma latitude 21º15'17" sul e a uma longitude 48º19'20" oeste, estando a uma altitude de 607 metros. Está localizado aproximadamente a 350 km da capital.

### Rodovias
- SP-326 - Rodovia Brigadeiro Faria Lima.
- SP-333 - Rodovia Carlos Tonanni.
- SP-253 - Rodovia Deputado Cunha Bueno.
- SP-305 - Rodovia José Pizzarro.

### Hidrografia
A cidade está localizada a vinte quilômetros da margem do rio Mogi-Guaçu, nas esplanadas de quatro colinas, formadas pelos córregos Jaboticabal e Cerradinho.

### Distritos
Jaboticabal possui, além da sede do município, dois distritos: Córrego Rico e Lusitânia.

### Clima
Segundo dados do Instituto Nacional de Meteorologia (INMET), referentes ao período entre 1980 e 2000, a menor temperatura registrada em Jaboticabal foi de 0,1 °C em 10 de julho de 1994 e a máxima histórica atingiu 38,5 °C em 27 de setembro de 1988 e 11 de novembro de 1997. O recorde de precipitação em 24 horas é de 125,4 milímetros (mm) em 2 de fevereiro de 1983. Outros acumulados iguais ou superiores aos 100 mm foram: 123 mm em 2 de novembro de 1985, 108,1 mm em 18 de março de 1990, 102,6 mm em 7 de fevereiro de 1995 e 102,3 mm em 16 de dezembro de 1983.
| Dados climatológicos para Jaboticabal                                                              | Dados climatológicos para Jaboticabal | Dados climatológicos para Jaboticabal | Dados climatológicos para Jaboticabal | Dados climatológicos para Jaboticabal | Dados climatológicos para Jaboticabal | Dados climatológicos para Jaboticabal | Dados climatológicos para Jaboticabal | Dados climatológicos para Jaboticabal | Dados climatológicos para Jaboticabal | Dados climatológicos para Jaboticabal | Dados climatológicos para Jaboticabal | Dados climatológicos para Jaboticabal | Dados climatológicos para Jaboticabal |
| Mês                                                                                                | Jan                                   | Fev                                   | Mar                                   | Abr                                   | Mai                                   | Jun                                   | Jul                                   | Ago                                   | Set                                   | Out                                   | Nov                                   | Dez                                   | Ano                                   |
| -------------------------------------------------------------------------------------------------- | ------------------------------------- | ------------------------------------- | ------------------------------------- | ------------------------------------- | ------------------------------------- | ------------------------------------- | ------------------------------------- | ------------------------------------- | ------------------------------------- | ------------------------------------- | ------------------------------------- | ------------------------------------- | ------------------------------------- |
| Temperatura máxima recorde (°C)                                                                    | 35,6                                  | 35,4                                  | 34,9                                  | 35                                    | 31,8                                  | 31                                    | 32,3                                  | 35,4                                  | 38,5                                  | 38,4                                  | 38,5                                  | 35,9                                  | 38,5                                  |
| Temperatura máxima média (°C)                                                                      | 30,1                                  | 30,7                                  | 30,2                                  | 29,2                                  | 27                                    | 26                                    | 26,8                                  | 28,8                                  | 30                                    | 30,8                                  | 30,8                                  | 30,1                                  | 29,2                                  |
| Temperatura média compensada (°C)                                                                  | 24,3                                  | 24,3                                  | 23,9                                  | 22,6                                  | 20,1                                  | 18,6                                  | 18,8                                  | 20,7                                  | 22,3                                  | 23,8                                  | 24,2                                  | 24,1                                  | 22,3                                  |
| Temperatura mínima média (°C)                                                                      | 20                                    | 19,9                                  | 19,3                                  | 17,5                                  | 14,9                                  | 13                                    | 12,8                                  | 14,1                                  | 16,2                                  | 17,9                                  | 18,9                                  | 19,6                                  | 17                                    |
| Temperatura mínima recorde (°C)                                                                    | 15,2                                  | 15,3                                  | 11                                    | 6,2                                   | 3,6                                   | 2,2                                   | 0,1                                   | 3,6                                   | 6,8                                   | 10                                    | 11                                    | 14,2                                  | 0,1                                   |
| Precipitação (mm)                                                                                  | 262,1                                 | 210,1                                 | 176,3                                 | 79,8                                  | 57,8                                  | 22,8                                  | 16,8                                  | 29,2                                  | 58,1                                  | 133,8                                 | 160,7                                 | 230,8                                 | 1 444,3                               |
| Dias com precipitação (≥ 1 mm)                                                                     | 17                                    | 13                                    | 12                                    | 7                                     | 5                                     | 3                                     | 2                                     | 3                                     | 6                                     | 9                                     | 10                                    | 15                                    | 102                                   |
| Umidade relativa compensada (%)                                                                    | 79,1                                  | 77,3                                  | 76,9                                  | 73                                    | 71,7                                  | 67,4                                  | 59,5                                  | 53,8                                  | 57,2                                  | 63,6                                  | 67                                    | 75,8                                  | 68,5                                  |
| Insolação (h)                                                                                      | 190,5                                 | 183,9                                 | 204,1                                 | 229,8                                 | 224,5                                 | 218,8                                 | 248,5                                 | 242,9                                 | 198,3                                 | 217                                   | 220,7                                 | 189,9                                 | 2 568,9                               |
| Fonte: INMET (normal climatológica de 1981-2010; recordes de temperatura: 01/01/1980 a 29/02/2000) |                                       |                                       |                                       |                                       |                                       |                                       |                                       |                                       |                                       |                                       |                                       |                                       |                                       |

## Demografia

### Dados demográficos
Dados do Censo - 2000
- População total: 70 853
  - Urbana: 65 999
  - Rural: 5 854
  - Homens: 36 851
  - Mulheres: 35 002
- Densidade demográfica (hab./km²): 95,38
- Mortalidade infantil até 1 ano (por mil): 13,67
- Expectativa de vida (anos): 72,43
- Taxa de fecundidade (filhos por mulher): 2,17
- Taxa de alfabetização: 92,60%
- Índice de Desenvolvimento Humano (IDH-M): 0,815
  - IDH-M Renda: 0,769
  - IDH-M Longevidade: 0,791
  - IDH-M Educação: 0,885

(Fonte: IPEADATA)
O índice de desenvolvimento humano de 1996 apontava Jaboticabal como o 85º município paulista que reúne as melhores condições de vida. No país, fica na posição 302 (Ipea data).

### Etnias
| Cor/Raça | Percentagem |
| -------- | ----------- |
| Branca   | 76,0%       |
| Negra    | 4,6%        |
| Parda    | 17,9%       |
| Amarela  | 1,2%        |
| Indígena | 0,1%        |

Fonte: Censo 2000

## Economia
O município está localizado em uma das mais ricas regiões do estado, responsável por aproximadamente 8,5% do seu produto interno bruto. Num raio de cem quilômetros de Jaboticabal, existem 83 municípios que apresentam receita tributária própria superior a vinte milhões de dólares, abrigando mais de 2,8 milhões de habitantes.
Atualmente, o setor secundário é composto por mais de duzentas indústrias, que atuam em diversos ramos: desde cana-de-açúcar à produção de refrigerantes. Já o setor terciário congrega mais de 1 600 unidades comerciais de ramos diversificados, incluindo a prestação de serviços.
Toda essa massa produtiva da cidade soma um produto interno bruto de 160 000 000 de reais, para uma renda ''per capita'' anual de 2 400 reais. A receita tributária própria, também per capita, gira em torno de 84,80 reais. Aliás, Jaboticabal é a oitava cidade da região norte paulista em termos de receita tributária. Em nível estadual, o município ocupa a centésima sexta posição.
Jaboticabal também destaca-se como o maior produtor de artefatos de cerâmicas do Brasil, voltada quase exclusivamente para a produção de filtros e vasos, feitos na sua maioria de forma artesanal, moldados à mão, em tornos de madeira.
O município também é detentor da maior produtividade de amendoim do Brasil. Em 2001 o produto começou a ser exportado pela primeira vez para países do Leste europeu. Refletindo a realidade nacional, o quadro econômico da cidade de Jaboticabal é aquecido principalmente pela produção agrícola.
Além da Coplana de Jaboticabal, que tem o maior armazém do mundo para amendoins em big-bags (capacidade para 37 500 toneladas), a usina de cana-de-açúcar Santa Adélia e a produtora de alimentos Sementes Esperança – geram empregos diretos e produção para a exportação.
O mercado de massas nacional também recebe influência da cidade por meio da Basilar. Como também a cerâmica tem participação significativa na economia do município. A principal empresa do ramo em Jaboticabal é a Cerâmica Stéfani, que é a maior empresa do setor no Brasil, que fabrica e comercializa os tradicionais filtros São João.
Iniciativas municipais como a Incubadora de Empresas e o Distrito Industrial de Jaboticabal somam-se aos investimentos particulares para proporcionar emprego e desenvolvimento à cidade de Jaboticabal.
Jaboticabal conta com cerca de duzentas indústrias e com cerca de 1685 comércios
- Principais atividades econômicas
  - Agricultura
  - Agro-Indústria
  - Comércio
  - Prestação de Serviço
- População economicamente ativa
  - Setor Primário: 3.183
  - Setor Secundário: 7.613
  - Setor Terciário: 13.800

A agricultura tem participação de 50% no ICMS sendo: 40% açúcar e álcool e 10% outras culturas culturas
- Número de propriedades rurais - 885
- Principal cultura - cana-de-açúcar
- Produtos exportados - açúcar e amendoim
- Área cultivada total - 64 496 ha
- Cultura perene - 498,80 ha
- Cultura semiperene - 49 728,20 ha
- Cultura anual - 3 197,80 ha
- Pastagem natural - 1 805,90 ha
- Pastagem cultivada - 1 433,50 ha
- Reflorestamento - 586,20 ha
- Mata natural - 1 334,00 ha
- Área com cultura irrigada - 190,5 ha

## Infraestrutura
Jaboticabal é uma das cidades do estado que oferece uma das melhores condições de moradias. Quase a totalidade de suas vias localizadas no perímetro urbano são pavimentadas, além disso a cidade conta com 100% de água tratada e 100% e esgoto coletado.
Jaboticabal também é a 14ª cidade do estado que oferece as melhores condições de moradias. Vale lembrar que não há favelas no perímetro urbano do município. Entre 2005 e 2008, a prefeitura desenvolveu várias ações públicas responsáveis pela construção de duas casas por dia durante o período de quatro anos. Foram mais de setecentas novas moradias construídas, beneficiando um contingente de aproximadamente 3 500 pessoas que antes pagavam aluguel.

### Educação

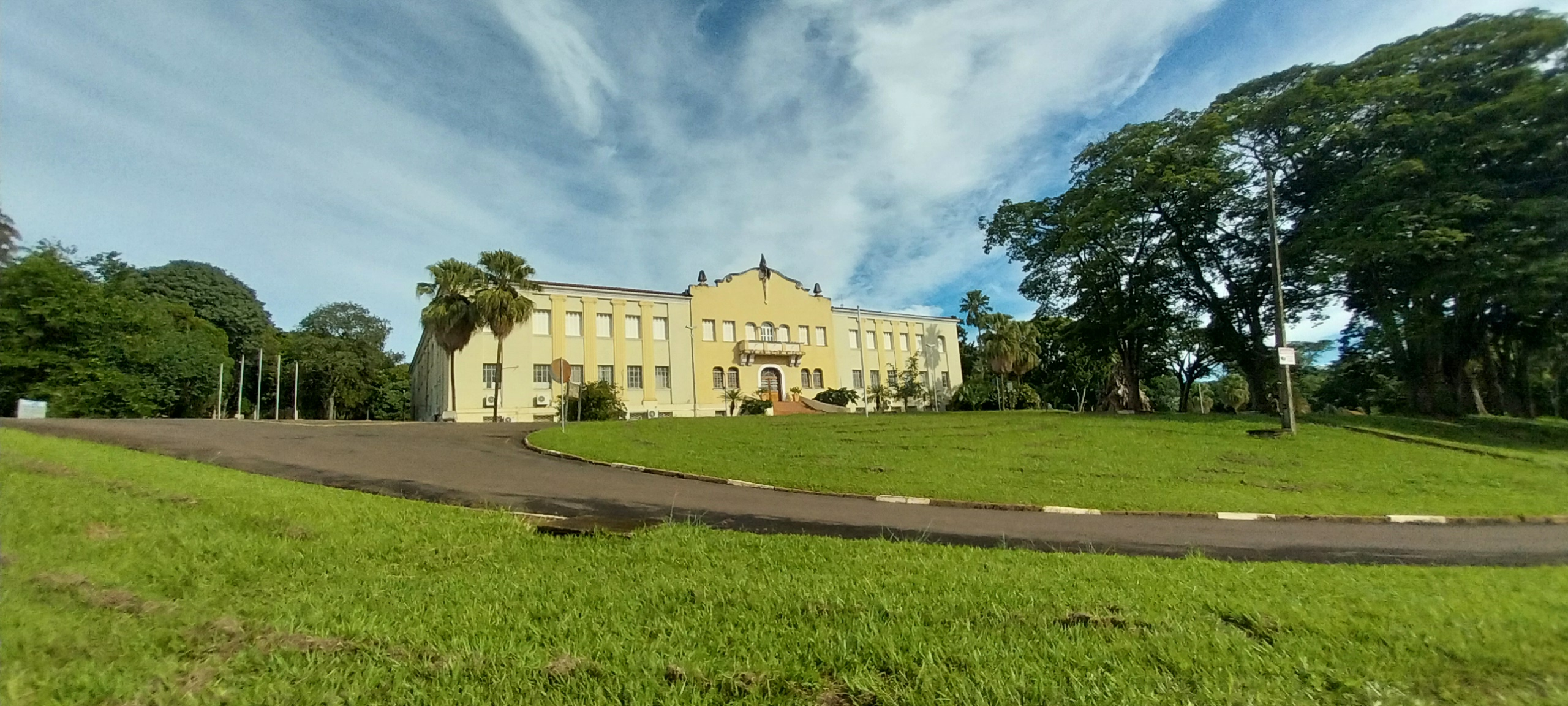
Câmpus da Unesp Jaboticabal, localizado na RMRP.

Jaboticabal conta com cinco centros de formação universitária:
- Universidade Estadual Paulista: Faculdade Ciências Agrárias e Veterinárias (FCAV), que oferece os cursos de Administração, Agronomia, Ciências Biológicas, Medicina Veterinária, Zootecnia e o curso de Técnico Agropecuária e Informática no Agronegócio (CTA)
- Centro Paula Souza: Faculdade de Tecnologia de Jaboticabal (FATEC)
- Centro Universitário Moura Lacerda
- Faculdade de Educação São Luís

A cidade possui ainda unidades do Serviço Nacional de Aprendizagem Comercial (SENAC) e do Serviço Social da Indústria (SESI).

### Comunicações
Telefonia
O sistema de telefones automáticos foi inaugurado na cidade pela Companhia Telefônica Brasileira (CTB) em 1970. Já o sistema de discagem direta à distância (DDD) foi implantado em 1976 pela Telecomunicações de São Paulo (TELESP) com o código de área (0163).
Na década de 90 o código DDD da cidade foi alterado para (016), para padronização do sistema telefônico com a telefonia celular que estava sendo implantada em todo o estado.
Na telefonia celular hoje a cidade possui cobertura das operadoras TIM, Claro, VIVO e Oi.
Canais de TV
- Canal 4.1 - TV Cultura HD
- Canal 4.2 - Univesp
- Canal 4.3 - Cultura Educação
- Canal 5.1 - SBT RP HD
- Canal 7.1 - EPTV
- Canal 9.1 - TV Clube HD
- Canal 13.1 - Record Interior HD
- Canal 21.1 - Rede Vida HD
- Canal 21.2 - Rede Vida Educação
- Canal 21.3 - Rede Vida Educação 2
- Canal 31.1 - Rede 21 (em implantação)
- Canal 43.1 - RedeTV! HD
- Canal 59.1 - STZ TV

## Religião

### Cristianismo
O Cristianismo se faz presente na cidade da seguinte forma:

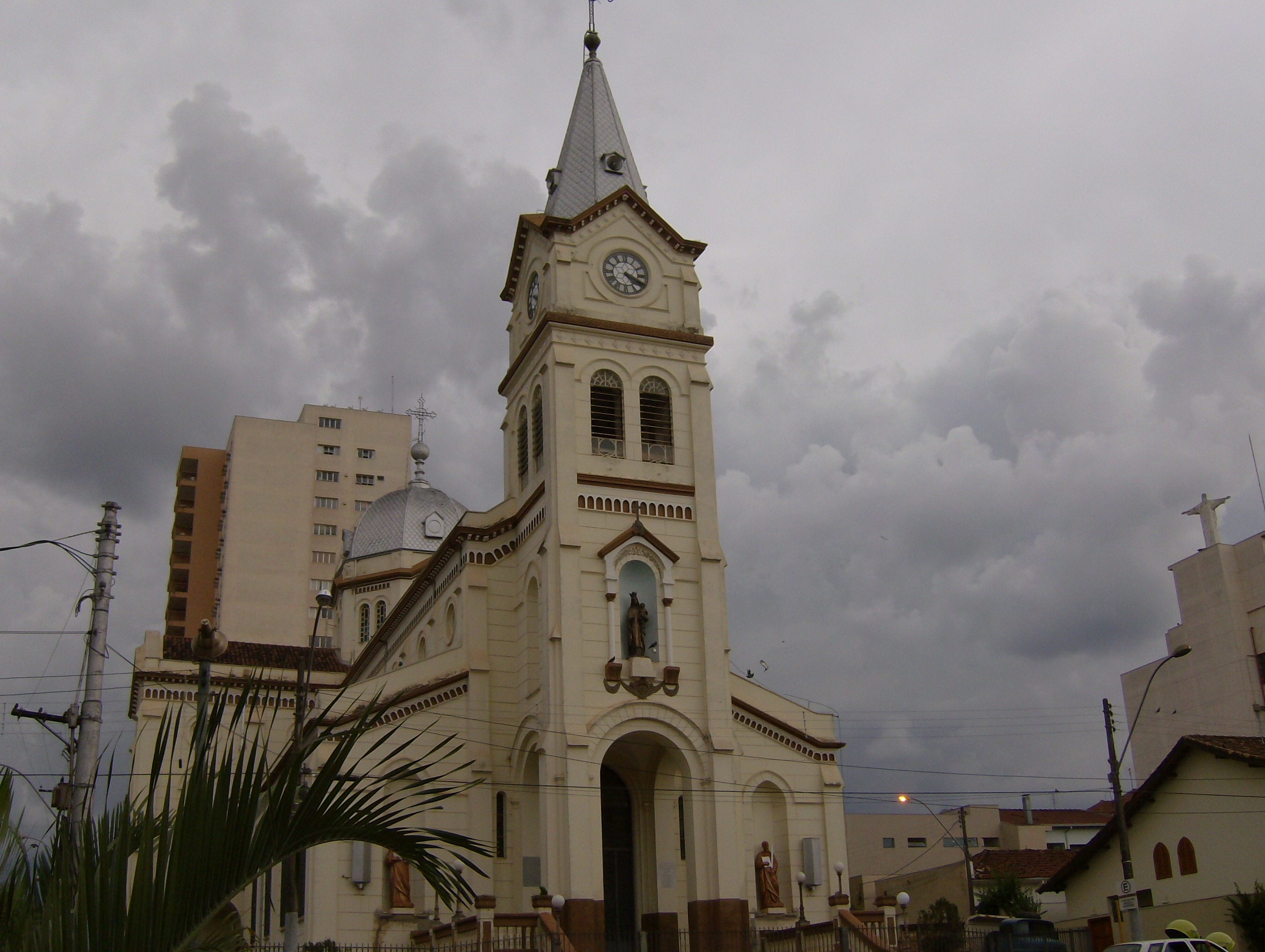
Catedral de Nossa Senhora do Carmo de Jaboticabal

Igreja Católica Apostólica Romana
O município é sede da Diocese de Jaboticabal (que abrange outras 20 cidades), criada pelo papa Pio XI, em 25 de janeiro de 1929. A cidade possui 07 paróquias, entre elas a Sé Catedral de Nossa Senhora do Carmo, padroeira da Diocese, e o Santuário Nossa Senhora da Conceição Aparecida, que faz referência ao quarto milagre da Santa.
Igrejas Protestantes Históricas
Igreja Presbiteriana de Jaboticabal pastoreada pelo Rev. Pedro Vitalino. Igreja oriunda da Igreja Presbiteriana do Brasil, vinculada ao presbitério PBTS (Presbitério de Barretos). Igreja fundada em 1925 fazendo parte da história da cidade de Jaboticabal.
Igreja Adventista do Sétimo Dia, Igreja Batista Livre (desde 1960), Igreja Batista.
Pentecostais
Assembleia de Deus (Ministério Belém), Assembleia de Deus (Ministério Madureira), Avivamento Bíblico de Jaboticabal. Igreja Pentecostal só Jesus Cristo Salva, Quadrangular, Congregação Cristã do Brasil, Igreja da Graça.
Neopentecostais
Igreja Mundial, Igreja Universal do Reino de Deus, Comunidade Cristã, Igreja da Família de Deus Comunidade Evangélica Viver.
A Igreja de Jesus Cristo dos Santos dos Últimos Dias.
O município possui uma unidade de A Igreja de Jesus Cristo dos Santos dos Últimos Dias, a Ala Jaboticabal, que pertence à região da Estaca de Ribeirão Preto Sul.

### Outras religiões
Religiões de Matriz Afro
A cidade possui a Casa de Axé Ilê Iyá Omi Asé Sango Baru, coordenada por Mãe Leda, o Templo Religioso Pai Tobias de Angola, coordenado por Sergio Ramos e a casa de Umbanda Templo Caboclo Ubirajara Ilê Odé.